# Festiwal Muzyki Dobrej
Festiwal Muzyki Dobrej – polski festiwal muzyki chrześcijańskiej, stanowiący podsumowanie list przebojów muzyki chrześcijańskiej radiostacji katolickich z całego kraju, którego organizatorem było Duszpasterstwo Środowisk Twórczych i Sportu Diecezji Warszawsko-Praskiej oraz Radio Warszawa-Praga z Zarządem Dzielnicy Praga-Północ. Festiwal odbywał się na terenie parafii katedralnej śś. Michała i Floriana w Warszawie, a honorowy patronat nad imprezą sprawował arcybiskup Sławoj Leszek Głódź. Po raz pierwszy festiwal odbył się w 2002 roku, na Placu Zamkowym w Warszawie i stanowił największy po Song of Songs, przegląd piosenki chrześcijańskiej w kraju.

## Historia
Inicjatorem festiwalu był ks. Andrzej Chibowski. Pierwsza edycja odbyła się 5–6 czerwca 2002 roku, a festiwal zapowiadała płyta promocyjna artystów, którzy mieli wystąpić podczas imprezy. Festiwal odbywał się na Placu Zamkowym, a w jego ramach wystąpili między innymi: Chili My, Edyta Geppert, Magda Anioł, Mate.O, Saruel, Stanisław Sojka, Mietek Szcześniak oraz Trzecia Godzina Dnia.
II edycję festiwalu patronatem honorowym objęli Prezydent RP Aleksander Kwaśniewski oraz prezydent m.st. Warszawy Lech Kaczyński. Festiwal, który odbywał się 17–18 maja 2003 roku ponownie zorganizowany został na warszawskim Placu Zamkowym, a zainaugurował go występ zespołu 2Tm2,3. Podczas koncertu pt. „Przekroczyć Próg Nadziei” z okazji 25-lecia pontyfikatu papieża Jana Pawła II wystąpili między innymi: Edyta Geppert, Krystyna Prońko, Ryszard Rynkowski, Mietek Szcześniak, Marek Torzewski oraz zespoły Budka Suflera i Perfect. W drugim dniu festiwalu wystąpili natomiast między innymi: Chili My, Deus Meus, Lubelska Federacja Bardów, Pneuma, Saruel oraz Stanisław Sojka. Podobnie jak rok wcześniej festiwal promowała płyta, a koncert transmitowała TVP2.   
III edycję festiwalu odbywającą się 4–6 sierpnia 2004 roku patronatem honorowym objął ponownie Prezydent RP Aleksander Kwaśniewski oraz minister kultury Waldemar Dąbrowski, ponadto w komitecie honorowym zasiedli: Prymas Polski kardynał Józef Glemp, biskup Kazimierz Romaniuk, biskup Leszek Sławoj Głodź, prezydent m.st. Warszawy Lech Kaczyński, marszałek województwa mazowieckiego Adam Struzik, prof. Andrzej Stelmachowski, rektor UKSW prof. Roman Bartnicki oraz Jan Nowak-Jeziorański. Uroczysty Koncert Narodowy „Ta Nasza Wolność” otwierający festiwal, a upamiętniający 15-lecie transformacji systemowej w Polsce, odbył się w warszawskiej Sali Kongresowej w Pałacu Kultury i Nauki. Na koncercie był obecny między innymi Prymas Polski kardynał Józef Glemp, a także zaproszeni prezydenci, premierzy, przedstawiciele Episkopatu Polski oraz dyplomaci w tym Nuncjusz apostolski w Polsce. Podczas koncertu wystąpili: Elżbieta Adamiak, Stan Borys, Mirosław Czyżykiewicz, Edyta Geppert, Przemysław Gintrowski, Krystyna Janda, Jan Kondrak, Andrzej Poniedzielski, Marcin Różycki, Marek Tercz, Grzegorz Tomczak i Leszek Wójtowicz, a także zespoły muzyczne Czerwony Tulipan, Trzy Dni Później oraz Wolna Grupa Bukowina. W kolejnych dwóch dniach podczas koncertów na Placu Zamkowym, ponownie zaprezentowano fragmenty koncertu inauguracyjnego, a także Koncert Rock-Oratorium „Bo ma duszę nasz dom...”, ponadto wystąpili również tacy artyści jak: Stan Borys, Jarosław Wajk, Greg Walton, Magda Anioł oraz Lubelska Federacja Bardów. Festiwal promowała płyta pokoncertowa pt. „Ta nasza wolność”.
IV edycja odbyła się już na terenie parafii katedralnej śś. Michała i Floriana w Warszawie, a honorowy patronat nad imprezą sprawował arcybiskup Sławoj Leszek Głódź. Podczas festiwalu wystąpili między innymi Chili My, Magda Anioł i New Day.